# Kurz Alfa

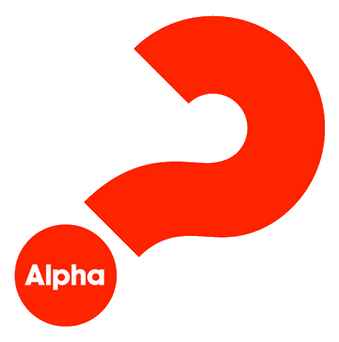
Alpha logo

Kurz Alfa je kurz základů křesťanské víry. Vznikl v Anglii v londýnské farnosti anglikánské církve Holy Trinity Brompton. Dnes je pořádán různými denominacemi ve 169 zemích světa (je přeložen do 112 jazyků). Vizí kurzů Alfa je podporovat církev v jejím poslání přinášet lidem evangelium a pomáhat jim objevovat a rozvíjet vztah s Ježíšem Kristem.

## Historie
Kurz Alfa vytvořil v roce 1977 duchovní Charles Marnham. Kurz byl původně nabízen ve farnosti Holy Trinity Brompton v Londýně (anglikánská církev) pro její vlastní členy jako základní kurz biblického vzdělávání, ale brzy byl nabízen i zájemcům o křesťanskou víru.
V roce 1990 se vedení kurzů Alfa ujal Nicky Gumbel a přepracoval koncepci tak, aby mohly být zacíleny především na lidi, kteří běžně do církve nechodí.
Podle webové stránky Alfy probíhají kurzy ve 169 zemích a ve 112 jazycích. Do roku 2016 kurz Alfa po celém světě absolvovalo přes 30 milionů lidí.

## Alfa v Česku
Kurzy Alfa se v ČR pořádají od roku 1997 a jsou koordinovány Českou kanceláří kurzů Alfa, která funguje pod Křesťanskou misijní společností. Kurzy Alfa mají záštitu České evangelikální aliance a podporu České biskupské konference. Konají se prakticky ve všech křesťanských církvích, pořádají je společenství náležející k Apoštolské církvi, Armádě spásy, Bratrské jednotě baptistů, Adventistům sedmého dne, Církvi bratrské, Církvi československé husitské, Českobratrské církvi evangelické, Evangelické církvi metodistické, Jednotě bratrské, Křesťanským společenstvím, Římskokatolické církvi, Slezské Církvi Evangelické a.v., Slovu života a řada nedenominačních sborů (výčet není úplný).

## Obsah kurzu
Kurzy Alfa se soustředí na základní aspekty křesťanské víry, na kterých se shodnou téměř všechny denominace. Všechny církve používají stejné materiály.
Většina kurzů je večerních. Setkání začíná společným jídlem, následuje promluva na jedno z témat (přednáší buď řečník, nebo jsou pro pořadatele k dispozici videa). Po promluvě se účastníci rozdělí do diskusních skupinek o maximálně deseti lidech, ve kterých se scházejí během celého kurzu a debatují o daném tématu. Důraz je kladen na respektování názoru každého člověka. Během kurzu se také koná víkendový (případně sobotní) výjezd, kde se probírá téma Ducha svatého.
Účastníci kurzu dostanou příručku Archivováno 11. 1. 2023 na Wayback Machine. s obsahem jednotlivých promluv a místem na poznámky.

### Témata promluv
- Jde v životě ještě o víc? (úvodní večer kurzu)
- Kdo je to Ježíš?
- Proč Ježíš zemřel?
- Jak získat víru?
- Proč a jak se modlit?
- Proč a jak číst Bibli?
- Jak nás Bůh vede?
- Kdo je to svatý Duch?
- Co svatý Duch dělá?
- Jak mohu být naplněn svatým Duchem?
- Jak mohu prožít zbytek života co nejlépe?
- Jak odolat zlému?
- Proč a jak mluvit s druhými o víře?
- Uzdravuje Bůh i dnes?
- A co církev?

### Alfa pro mládež
Alfa pro mládež vznikla v roce 1996, protože různé sbory a farnosti projevily zájem o mládežnickou verzi kurzu. V České republice se začal rozšiřovat od roku 2012.
Alfa pro mládež je podobná „klasické“ Alfě, probíhá ale způsobem přitažlivým pro mládež a je často vedena mladými lidmi. Kurzy Alfa pro mládež mají své materiály a jinou dynamiku diskuse nad tématem, obsahově jsou však shodná. V průběhu každého setkání bývá několik tematických her, které pomáhají navodit příjemnou atmosféru. Mládežnická Alfa je také častěji doprovázena živou hudební skupinou a zpěvem.
Kurzy Alfa se pořádají v různých kontextech – existují kurzy ve vězení, kurzy pro matky s dětmi nebo pro podnikatele a další.

## Kritika
Kritici z řad konzervativních a reformovaných protestantů vytýkají kurzům implementaci manažerských metod, emocionalitu a údajné nahrazení konverze ke křesťanství citovým prožitkem. Někdy také zaznívá tvrzení, že v materiálech je obsaženo učení Charismatického hnutí.